# Hou van mij (Rein Mercha)
Hou van mij is een lied van de Nederlandse zanger Rein Mercha. Het werd in 2013 als single uitgebracht en stond in hetzelfde jaar als eerste track op het album Vol passie & emotie. 

## Achtergrond
Hou van mij is geschreven door Hans Aalbers en Tom Peters en geproduceerd door Peters. Het is een nummer dat past in het genre levenspop. In het lied zingt de artiest over een verliefdheid die hij heeft. Hij vraagt aan de ander of diegene ook met volle overgave van hem kan houden. 

## Hitnoteringen
De artiest had succes met het lied in de hitlijsten van Nederland. Het piekte op de achtste plaats van de Single Top 100 en stond zes weken in deze hitlijst. De Top 40 werd niet bereikt; het lied bleef steken op de vierde plaats van de Tipparade. Het lied was anno 2023 de grootste hit in de carrière van Mercha.